# Elinghems socken

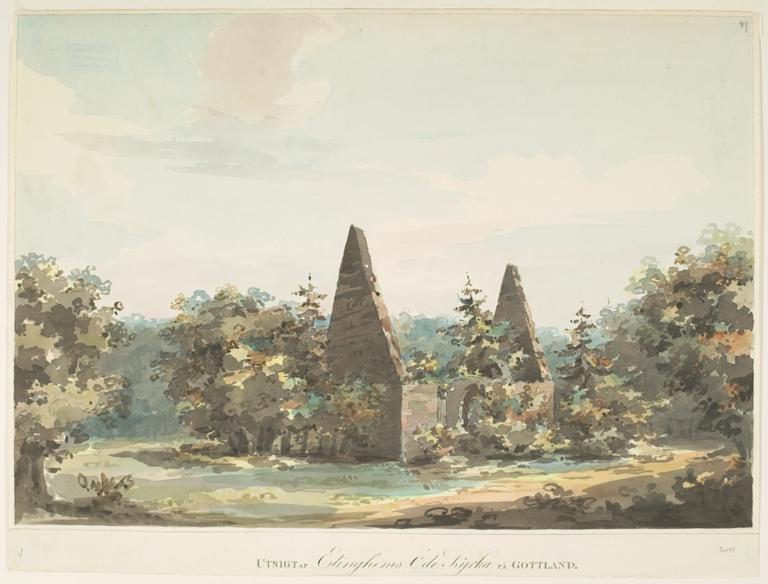
Akvarellerad teckning från 1807 av Jacob Wilhelm Gerss

Elinghem är en före detta socken inom Gotlands norra härad. Socknen kom att uppgå i Hangvars socken på 1600-talet, eller redan i början av 1500-talet. Siste prästen var Rasmus Rodeus som avled 1617. Elinghems ödekyrka har stått som ruin sedan början av 1600-talet, möjligen på grund av brand. Det som återstår av kyrkan är ett rektangulärt långhus och ett nästan kvadratiskt kor, uppförda vid 1200-talets mitt. 

## Ortnamnet
Elinghem skrevs Elingiahem på 1300-talet. Namnet innehåller ordet airlingar, som betyder 'de som bor vid ån Aira'. Ån som namnet syftar på rinner mellan Elinghems myr och havet och dess namn betyder 'den kopparfärgade'.